# Commission de réforme du droit du Canada
 (septembre 2021).
La Commission de réforme du droit du Canada est un organisme gouvernemental canadien qui a siégé entre 1971 et 1993 et entre 1997 et 2006. Il a contribué à promouvoir des réformes juridiques dans un ensemble très vaste de domaines de droit pendant la période où il a été actif, entre autres en droit de la famille, en droit administratif en expropriation de biens fonciers. Il s'agit d'un organisme indépendant qui ne dépend pas de la bureaucratie et qui entretient de nombreux liens avec des groupes d'experts juridiques.  